# Bernat Rigo Rubí «es Cabo Loco»
Bernat Rigo Rubí, de mal nom «es Cabo Loco» (sa Cabaneta, Marratxí 1 de juliol de 1870 - el Coll d'en Rabassa, Palma 4 de març de 1936), va ser un dels glosadors mallorquins més coneguts del segle xx.
Els seus pares foren Vicenç Rigo, pastor, i Esperança Rubí, mestressa de casa, i era el sol fill mascle dels quatre fills que tengué la parella. A la seva infantesa i adolescència treballà al camp fins que li tocà fer el servei militar a Cavalleria. Allà aprengué l'ofici de ferrer ferrant els cavalls i assolí el grau de caporal, d'on li ve el malnom.
La seva família es traslladà al Coll d'en Rabassa cap a l'any 1888. Es casà amb Margalida Caimari Seguí «de s'Hort des Cabrer» i obrí una ferreria, que després va traslladar a una nova localització, a la cruïlla entre l'antiga carretera de Llucmajor i el camí de Can Pastilla. El matrimoni tingué dos fills, de nom Esperança i Bernat.
És considerat l'inventor dels molins de ferro a Mallorca. Ell mateix construïa totes les parts, aprofitant la maquinària de què disposava a la ferreria i la seva habilitat. Segons Galiana, «mestre Bernat era mestre de ferrers; a més de forjador i ferrador era un excel·lent torner, tècnica difícil que dominava perfectament. Igualment, coneixia tots els secrets de la forja, el temple, la maquinària agrícola, la tècnica del ferrat de les bèsties i les malalties, que ell tractava».
La fama arreu de Mallorca li arribà per la seva capacitat per a improvisar en els combats de glosa de picat. Foren coneguts els seus enfrontaments amb l'algaidí Llorenç Batle i sembla que disposava d'un grup de seguidors incondicionals. Va mantenir un combat molt famós a Pòrtol amb el seu cosí Antoni Canyelles Rigo. Dedicà una glosa cèlebre a mestre Llorenç Batle:
| « | D'Algaida res que dir tenc però sí d'en Capellà i, si puc, he de fer posar a damunt es campanar, en forma de monument, amb un lletrero dient: "Aquí descansa un valent que en Rigo desafià, per tonto i per bajà badant sa boca an es vent". | » |

Una altra vegada, va tancar un combat (on hi havia també Llorenç Capellà) amb aquesta glosa:
| « | Señores! Ja són les quatre, i pareix que no vos n'anau, i la causa és que esperau s'esclat de mata qui mata. I sa culpa la té sa rata que no en treu es cap des cau, i si bé ho experimentau: és per demés si es moix grata. | » |

Una glosa seva molt versionada té a veure amb la seva dedicació a la instal·lació de molins, sovint desbaratada pel vent. El Cabo Loco podia exclamar:
| « | jo voldria que bufàs fins que sa terra fos plana, Sant Pere i Santa Galiana tots dos es cap los tomàs i dins el cel no hi quedàs fonament ni paret plana i es sant que està de setmana sa bufeta s'esclatàs. | » |

També era conegut pel seu coneixement de la Bíblia i la pràctica de l'espiritisme, que li donava un aspecte excèntric.